# Karlsplan

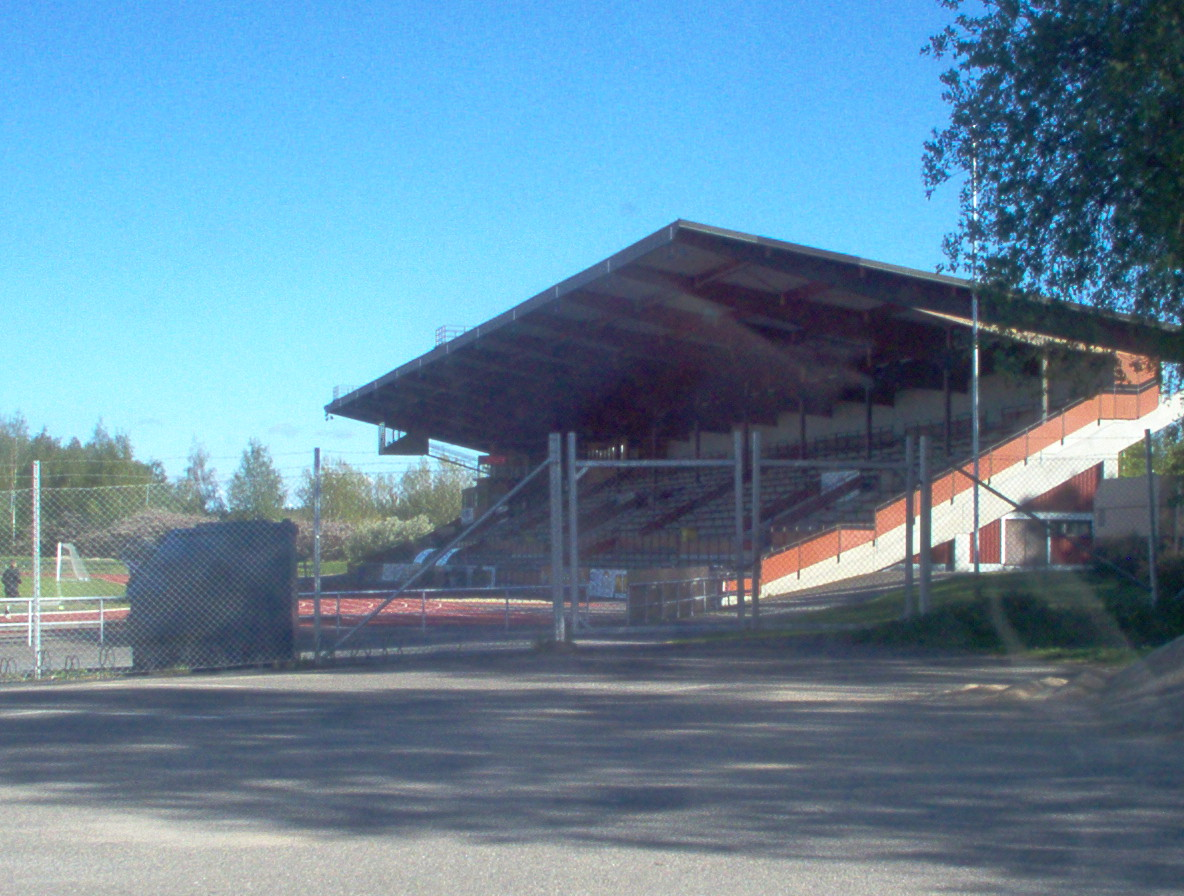
Karlsplans huvudläktare.

Karlsplan (finska Kaarlen kenttä) är Vasas huvudarena för friidrott. Arenan byggdes 1976 och används även för fotboll och amerikansk fotboll. Karlsplans läktare har kapacitet för 4 500 åskådare.
Karlsplan används av friidrottsföreningarna Vasa Idrottsällskap och Vaasan Vasama, det amerikanska fotbollslaget Wasa Royals samt många av stadens fotbollsföreningar.
Karlsplan har stått värd för Kalevaspelen fyra gånger (1986, 2004, 2013 och 2024) och Stafettkarnevalen fyra gånger (1993, 1994, 2005 och 2016).